# Carolien Roelants
Carolien Roelants (Schiedam, 1948) is een Nederlandse journalist, redacteur, schrijver en columnist. Roelants is vooral gespecialiseerd in het Midden-Oosten, en wordt gezien als een expert op dat gebied.

## Levensloop
Roelants is afkomstig uit een drukkerijfamilie in Schiedam. Haar broers werden journalist en boekhandelaar. Roelants studeerde geschiedenis in Leiden en begon in 1975 haar journalistieke loopbaan als buitenlandredacteur bij het Algemeen Nederlands Persbureau (ANP). Na een periode bij het Algemeen Dagblad ging ze in 1977 deel uitmaken van de buitenlandredactie van NRC Handelsblad. Vanaf midden jaren 1980 ging ze als redacteur de verslaggeving over het Midden-Oosten coördineren.
In augustus 2013 ging ze met pensioen. In december van dat jaar werd haar een Marathoninterview afgenomen voor VPRO-radio. Als columniste schrijft Roelants nog steeds over haar vakgebied: in NRC levert ze de wekelijkse column Dwars over actuele ontwikkelingen in het Midden-Oosten en daarnaast schrijft ze incidenteel voor nrc.next en De Correspondent.
Zij schreef een aantal boeken over de regio, waaronder enkele in samenwerking met andere Midden-Oostenkenners.
Roelants is getrouwd en heeft vier kinderen. Ze woont in Rotterdam.

## Onderscheidingen
In maart 2018 ontving Roelants voor haar column 'Dwars' de Leon Wecke-prijs vanwege haar volgens de jury "kritische bijdrage aan het publieke debat over oorlog en vrede". De onderscheiding is vernoemd naar de polemoloog Leon Wecke, die bekend stond als een kritische, dwarse denker. Die kwaliteiten herkende de jury in Roelants.
Op 19 september 2020 kreeg zij uit handen van de voorzitter van het Humanistisch Vredesberaad de twee-jaarlijkse prijs voor de 'Journalist voor de Vrede', een prijs die wordt uitgereikt aan iemand die "zich heeft onderscheiden door onafhankelijke, objectieve en kritische berichtgeving, en aldus heeft bijgedragen aan een cultuur van vrede en rechtvaardigheid." De motivatie, beschreven in het juryrapport, luidde: "Door een gedegen onderbouwde weergave van feiten, waarin ook achterliggende oorzaken en de historische context worden belicht, kan bijgedragen worden aan een afgewogen oordeel bij het publiek" Op 28 oktober 2022 droeg zij de Ereprijs over aan Hans Jaap Melissen.